# Konstrukcja przysłupowa

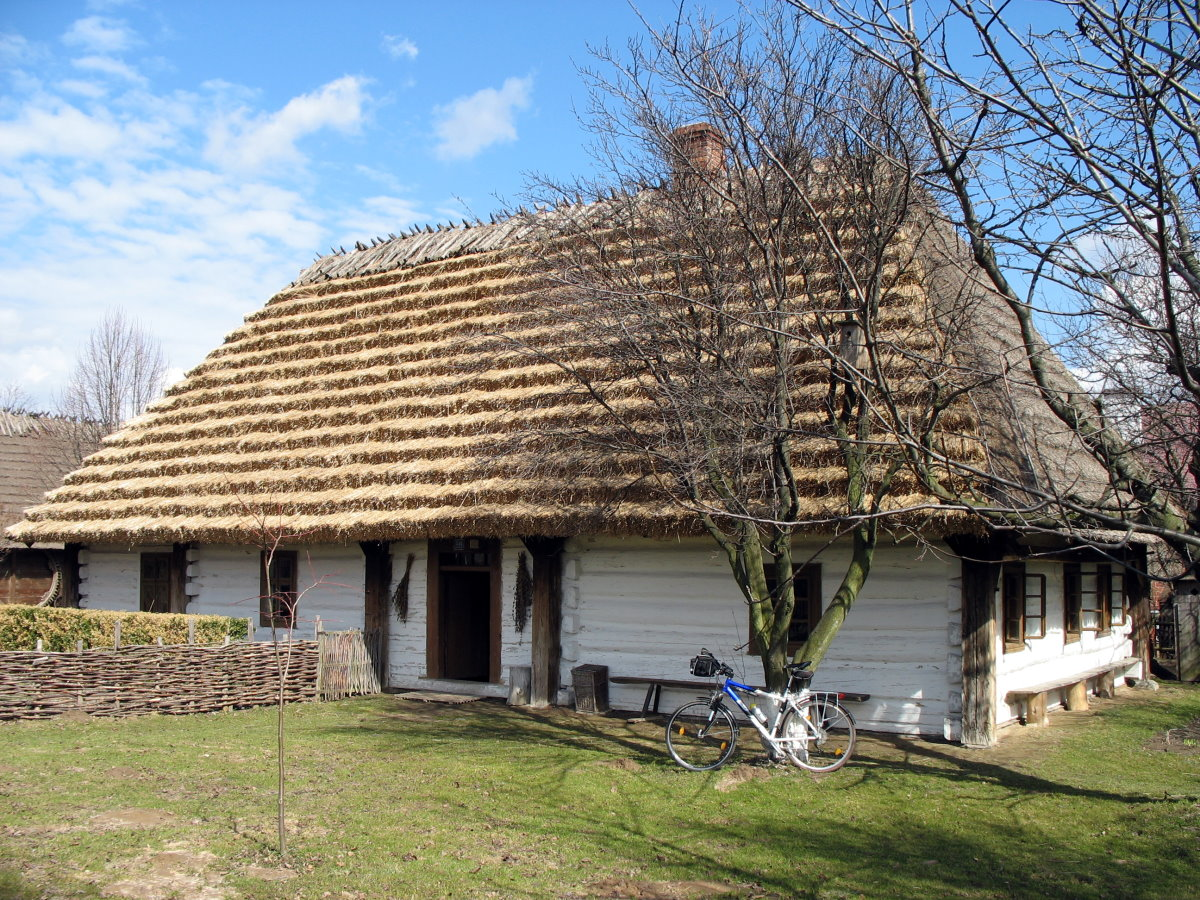
Chałupa przysłupowa ze skansenu w Markowej

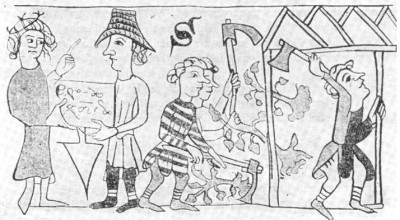
Rycina do zwierciadła saskiego (1300) – robotnicy stawiający dom w konstrukcji słupowej

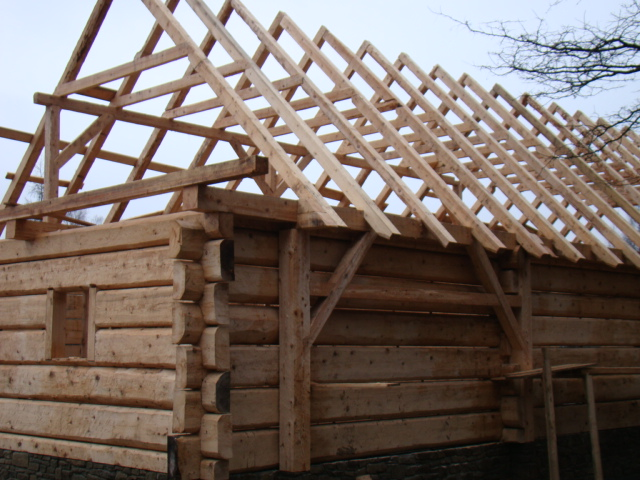
Dom przysłupowy w trakcie budowy, skansen w Sanoku

Konstrukcja przysłupowa (przysłup, niem. Umgebinde) – system konstrukcji uniezależniający ściany budynku od dachu opartego na zespole płatwi i słupów. Więźba dachowa może być oparta np. na ramach stolcowych.
Rozwiązanie charakterystyczne dla obszaru Łużyc, Czech, Moraw, Dolnego i Górnego Śląska w obszarze przygranicznym z Czechami, Małopolski i Spisza na Słowacji. W Polsce spotykane w budownictwie wiejskim i małomiasteczkowym, najczęściej w południowo-zachodniej części kraju.